# Виттман, Марко
Ма́рко Ви́ттман (нем. Marco Wittmann; родился 24 ноября 1989 года в Фюрте, Бавария, ФРГ) — немецкий автогонщик, чемпион серии DTM 2014, 2016 г.
В настоящее время[когда?] проживает в Маркт-Эрльбахе.

## Результаты выступлений
| Легенда к таблице |                                                                    |
| --- | ------------------------------------------------------------------ |
| В таблице перечислены результаты всех гонок, в которых принимал участие гонщик. Строками таблицы являются сезоны, столбцами — этапы соревнований. В каждой клетке указаны сокращённое название этапа и результат, дополнительно обозначенный цветом. Расшифровка обозначений и цветов представлена в нижеследующей таблице. |                                                                    |
| \| Пример \| Описание \| \| ------------ \| ------------------------------------------------------------------ \| \| 1 \| Победитель \| \| 2 \| Второе место \| \| 3 \| Третье место \| \| 5 \| Финишировал, заработав очки \| \| Сход \| Не финишировал, но при этом заработал очки \| \| 12 \| Финишировал, не получив очков \| \| НКЛ \| Финишировал, но не попал в финальную классификацию \| \| 15 \| Участвовал вне зачёта, либо по отдельной классификации \| \| 18 \| Не финишировал, но попал в финальную классификацию \| \| Сход \| Не финишировал \| \| НКВ \| Не прошёл квалификацию \| \| НПКВ \| Не прошёл предквалификацию \| \| ДСК \| Дисквалифицирован \| \| ИСК \| Исключён из протокола соревнований \| \| ТТ \| Заявлен для участия только в тренировках \| \| НС \| Участвовал в квалификации, но не стартовал в гонке \| \| Т \| Травмирован или болен \| \| ОТК \| Отказ от участия \| \| НТР \| Прибыл на соревнования, но на трассу не выезжал \| \| НПР \| Был заявлен в числе участников, но не прибыл к началу соревнований \| \| О \| Соревнования отменены \| \| \| Не участвовал \| \| Поул-позиция \| \| \| Быстрый круг \| \| |                                                                    |
| Пример | Описание                                                           |
| 1 | Победитель                                                         |
| 2 | Второе место                                                       |
| 3 | Третье место                                                       |
| 5 | Финишировал, заработав очки                                        |
| Сход | Не финишировал, но при этом заработал очки                         |
| 12 | Финишировал, не получив очков                                      |
| НКЛ | Финишировал, но не попал в финальную классификацию                 |
| 15 | Участвовал вне зачёта, либо по отдельной классификации             |
| 18 | Не финишировал, но попал в финальную классификацию                 |
| Сход | Не финишировал                                                     |
| НКВ | Не прошёл квалификацию                                             |
| НПКВ | Не прошёл предквалификацию                                         |
| ДСК | Дисквалифицирован                                                  |
| ИСК | Исключён из протокола соревнований                                 |
| ТТ | Заявлен для участия только в тренировках                           |
| НС | Участвовал в квалификации, но не стартовал в гонке                 |
| Т | Травмирован или болен                                              |
| ОТК | Отказ от участия                                                   |
| НТР | Прибыл на соревнования, но на трассу не выезжал                    |
| НПР | Был заявлен в числе участников, но не прибыл к началу соревнований |
| О | Соревнования отменены                                              |
| | Не участвовал                                                      |
| Поул-позиция |                                                                    |
| Быстрый круг |                                                                    |

### Результаты по годам
| Сезон | Гоночная серия                       | Команда                         | Гонок | Побед | Поулов | Быстрых кругов | Подиумов | Очков | Результат |
| ----- | ------------------------------------ | ------------------------------- | ----- | ----- | ------ | -------------- | -------- | ----- | --------- |
| 2007  | Formula BMW World Final              | Josef Kaufmann Racing           | 1     | —     | —      | —              | 1        | —     | 2         |
| 2007  | Formula BMW ADAC                     | Josef Kaufmann Racing           | 18    | 2     | 4      | 2              | 7        | 570   | 5         |
| 2008  | Formula BMW Europe                   | Josef Kaufmann Racing           | 16    | 1     | 1      | 1              | 11       | 327   | 2         |
| 2009  | Tango Masters of Formula 3           | Mücke Motorsport                | 1     | —     | —      | —              | —        | 0     | 26        |
| 2009  | Formula 3 Euro Series                | Mücke Motorsport                | 16    | —     | —      | —              | —        | 6     | 16        |
| 2010  | Macau Formula 3 Grand Prix           | Signature                       | 1     | —     | —      | —              | —        | —     | 4         |
| 2010  | GP Masters of Formula 3              | Signature                       | 1     | —     | —      | —              | 1        | —     | 3         |
| 2010  | Formula 3 Euro Series                | Signature                       | 18    | 1     | 1      | 2              | 10       | 76    | 2         |
| 2011  | Macau Formula 3 Grand Prix           | Signature                       | 1     | —     | —      | —              | —        | —     | 3         |
| 2011  | GP Masters of Formula 3              | Signature                       | 1     | —     | —      | —              | 1        | —     | 2         |
| 2011  | FIA Formula 3 International Trophy   | Signature                       | 6     | 3     | 3      | 3              | 5        | 101   | 2         |
| 2011  | Formula 3 Euro Series                | Signature                       | 27    | 5     | 4      | 5              | 13       | 285   | 2         |
| 2012  | VLN Endurance                        | BMW Team Vita4One               | 1     | н/д   | н/д    | н/д            | н/д      | 3,89  | 826       |
| 2012  | 24 часа Нюрбургринга (класс SP9 GT3) | BMW Team Vita4One               | 1     | 1     | —      | —              | —        |       | 9         |
| 2013  | Deutsche Tourenwagen Masters         | BMW Team MTEK                   | 10    | —     | 1      | 2              | 1        | 49    | 8         |
| 2014  | GT Asia (GT3)                        |                                 | 1     | —     | —      | —              | —        | —     | НК        |
| 2014  | Macau GT Cup                         |                                 | 1     | —     | —      | —              | —        | —     | 7         |
| 2014  | VLN Endurance (класс SP9)            | BMW Sports Trophy Team Marc VDS | 1     | н/д   | н/д    | н/д            | н/д      | 3,89  | 826       |
| 2014  | 24 часа Нюрбургринга (класс SP9 GT3) | BMW Sports Trophy Team Marc VDS | 1     | 1     | —      | —              | —        |       | НК        |
| 2014  | Deutsche Tourenwagen Masters         | BMW Team RMG                    | 10    | 4     | 3      | 3              | 5        | 156   | 1         |

### Результаты в Европейской Формуле 3
| Year | Entrant          | Engine     | 1        | 2         | 3        | 4       | 5        | 6        | 7        | 8        | 9        | 10       | 11       | 12        | 13       | 14       | 15       | 16       | 17       | 18        | 19      | 20       | 21      | 22      | 23      | 24      | 25      | 26      | 27      | DC   | Points |
| ---- | ---------------- | ---------- | -------- | --------- | -------- | ------- | -------- | -------- | -------- | -------- | -------- | -------- | -------- | --------- | -------- | -------- | -------- | -------- | -------- | --------- | ------- | -------- | ------- | ------- | ------- | ------- | ------- | ------- | ------- | ---- | ------ |
| 2009 | Mücke Motorsport | Mercedes   | HOC 1 12 | HOC 2 Ret | LAU 1 22 | LAU 2 9 | NOR 1 10 | NOR 2 17 | ZAN 1 12 | ZAN 2 10 | OSC 1 10 | OSC 2 17 | NÜR 1 13 | NÜR 2 9   | BRH 1 14 | BRH 2 10 | CAT 1 18 | CAT 2 17 | DIJ 1 11 | DIJ 2 Ret | HOC 1 7 | HOC 2 4  |         |         |         |         |         |         |         | 16th | 6      |
| 2010 | Signature        | Volkswagen | LEC 1 2  | LEC 2 3   | HOC 1    | HOC 2 4 | VAL 1 11 | VAL 2 7  | NOR 1 2  | NOR 2    | NÜR 1 5  | NÜR 2    | ZAN 1 3  | ZAN 2 6   | BRH 1 3  | BRH 2 5  | OSC 1 7  | OSC 2    | HOC 1 3  | HOC 2 7   |         |          |         |         |         |         |         |         |         | 2nd  | 76     |
| 2011 | Signature        | Volkswagen | LEC 1 5  | LEC 2     | LEC 3    | HOC 1 2 | HOC 2 3  | HOC 3 2  | ZAN 1 10 | ZAN 2 6  | ZAN 3 1  | RBR 1 3  | RBR 2 11 | RBR 3 Ret | NOR 1 3  | NOR 2 1  | NOR 3 1  | NÜR 1 6  | NÜR 2 11 | NÜR 3 6   | SIL 1 2 | SIL 2 10 | SIL 3 1 | VAL 1 6 | VAL 2 1 | VAL 3 5 | HOC 1 4 | HOC 2 4 | HOC 3 4 | 2nd  | 285    |

### Результаты выступлений в Deutsche Tourenwagen Masters
| Year | Team          | Car        | 1        | 2       | 3       | 4       | 5       | 6      | 7      | 8       | 9           | 10      | Pos. | Points |
| ---- | ------------- | ---------- | -------- | ------- | ------- | ------- | ------- | ------ | ------ | ------- | ----------- | ------- | ---- | ------ |
| 2013 | BMW Team MTEK | BMW M3 DTM | HOC 9    | BRH 4   | SPL 2   | LAU 21† | NOR 10  | MSC 15 | NÜR 7  | OSC 12  | ZAN 5       | HOC DSQ | 8    | 49     |
| 2014 | BMW Team RMG  | BMW M4 DTM | HOC 1    | OSC 19  | HUN 1   | NOR 6   | MSC 4   | SPL 1  | NÜR 1  | LAU 6   | ZAN 2       | HOC 5   | 1    | 156    |
| 2015 | BMW Team RMG  | BMW M4 DTM | ХОК1-1 9 | ЛАУ1 13 | НОР1 9  | ЗАН1 1  | ШПИ1 9  | МОС1 2 | ОШЕ1 6 | НЮР1 7  | ХОК2-1 6    |         | 6    | 112    |
| 2015 | BMW Team RMG  | BMW M4 DTM | ХОК1-2 5 | ЛАУ2 17 | НОР2 13 | ЗАН2 5  | ШПИ2 11 | МОС2 7 | ОШЕ2 3 | НЮР2 18 | ХОК2-2 Сход |         | 6    | 112    |